# Waardhuizen
Waardhuizen est un village néerlandais de la commune d'Altena, situé dans le nord du Brabant-Septentrional.
Waardhuizen est situé entre Almkerk et Andel, le long de l'Alm. Le village compte deux églises réformées.

## Histoire
Jusqu'en 1879, Waardhuizen faisait partie de la commune d'Emmikhoven en Waardhuizen, puis de 1879 à 1973 d'Almkerk.